# Siegfried Lerdon
Siegfried Lerdon (* 8. August 1905 in Berlin; † 1. Oktober 1964 in Bischofsheim in der Rhön) war ein deutscher Fechter, mehrmaliger deutscher Meister und Olympiateilnehmer. 1936 gewann er eine Bronzemedaille bei den Olympischen Spielen in Berlin. Sein Verein war der Fecht-Club Hermannia Frankfurt.

## Erfolge
1935 gewann Lerdon zusammen mit Eugen Geiwitz, Heinz Heigl und Stefan Rosenbauer bei den Internationalen Meisterschaften, dem Vorläufer der späteren Weltmeisterschaften, die Bronzemedaille. Bei den Olympischen Spielen ein Jahr später konnte dieser Erfolg nicht wiederholt werden: Die Degenmannschaft belegte hinter Italien, Schweden und Frankreich den vierten Platz. Im Einzel schied Lerdon in der Halbfinalrunde aus. Erfolgreicher war er zusammen mit August Heim, Julius Eisenecker, Erwin Casmir, Stefan Rosenbauer und Otto Adam im Florettwettbewerb. Sie verloren in der Finalrunde zwar gegen Italien und Frankreich, mit einem Sieg über Österreich errangen sie aber den dritten Platz und gewannen eine von drei Medaillen für das deutsche Reich.
1938, 1939 und 1942 gewann Lerdon die deutschen Einzelmeisterschaften im Herrendegen, 1941 belegte er den zweiten Platz. Sein Verein, der FC Hermannia Frankfurt gewann vor dem  Zweiten Weltkrieg zahlreiche Mannschaftsmeisterschaften und war der erfolgreichste Fechtverein in Deutschland. Die genauen Mannschaftsaufstellungen der Meistermannschaften sind jedoch nicht bekannt.
Als Mitglied der FC Hermannia wurde ihm 1951 das Silberne Lorbeerblatt verliehen.